# Литтл Каприс
Литтл Каприс (англ. Little Caprice; настоящее имя — Ма́ркета Штро́блова, чеш. Markéta Štroblová; род. 26 октября 1988 года в Брно, ЧССР) — чешская порноактриса, эротическая фотомодель и продюсер. Лауреат различных премий в порноиндустрии, в том числе AVN Awards в категории «Лучшая иностранная исполнительница года» (2020, 2022, 2023).

## Карьера
Диетолог по образованию. Первое время работала в индустрии продуктов питания, а также в гостиничном бизнесе. Невысокий уровень дохода заставил Маркету искать прибыльную деятельность. Вскоре ей предлагают съёмки в порносценах.
Маркета начала свою карьеру в качестве порномодели в 2008 году. Работая под псевдонимом Литтл Каприс, она достигла определённой степени популярности, которая позволила компании Teenharbour открыть сайт для взрослых с платным содержимым. За короткий период снялась в более 100 сценах секса. В 2010 году из-за несогласия с условиями работы, покидает компанию Teenharbour. Через некоторое время она открывает официальный сайт — LittleCaprice.cz.
В 2011 году Маркета была госпитализирована с тяжёлой почечной недостаточностью. После лечения продолжила карьеру.
В октябре 2011 года под псевдонимом Каприс стала Honey of the Month американского журнала Hustler. В июле 2013 года была названа порносайтом Twistys.com как Treat of the Month. В ноябре того же года снялась в фотосессии для журнала Penthouse. В июле 2015 года снялась в чешском издании журнала Maxim. В октябре того же года была избрана «Красоткой дня» (Babe of the Day) Penthouse, а через месяц снялась в ещё одной фотосессии для данного журнала. В 2018 году повторно снялась в качестве Honey of the Month и появилась на обложке августовского выпуска журнала Hustler. Также принимала участие в фотосессиях для многих других журналов.
В 2013 году вошла в список «Грязная дюжина» по версии журнала Penthouse, заняв в нём одиннадцатое место. С 2014 года является лицом борделя Villa Roma в Мюнхене. В 2015 году в рейтинге горячих порнозвёзд, составленном журналом Playboy, заняла пятое место. В 2016 году снялась в двух рекламных роликах австрийского лимонада Альмдудлер. В мае 2018 года снялась в видеоклипе «Insomnia» польского музыканта Pawbeats.
В 2016 году открывает (вместе с Марчелло Браво) производственную студию и одноименный сайт для взрослых — Little Caprice Dreams и становится режиссёром и продюсером. Управлением и поддержкой сайта занимается компания Little Caprice Media s.r.o. со штаб-квартирой в Брно. Первый фильм студии под названием More Than Porn Volume 1 был выпущен в мае 2018 года.
Снималась для веб-сайтов и студий 21Sextury, Babes, DDFNetwork, MET-Art, Colette, Eurossphotography, Nubile Films, Seventeen, SexArt, X-Art и других. Также сотрудничала с Пьером Вудманом, снявшись в трёх фильмах серии Woodman Casting. В настоящее время снимается для своей собственной студии (Little Caprice Dreams) и студий Vixen Media Group, наиболее часто принимая участие в съёмках сцен для Vixen. В июне 2018 года дебютировала для Tushy в сцене анального секса. В ноябре этого же года снялась для Blacked в своей первой сцене межрасового секса.
В декабре 2017 года выиграла суд против компании ZiboSoftware SRO, нелегально использовавшей сайты с доменными именами LittleCaprice.com и LittleCaprice.net на протяжении почти 10 лет, в результате которого получила сайты под свой полный контроль.
В сентябре 2018 года, вместе с Марчелло Браво, становится лауреатом специальной европейской премии XBIZ Europa Award в категории «Лучшая сцена секса — гламкор» (за видео Gaping for My Husband’s Boss). Спустя месяц становится лауреатом премии Venus Award в категории «Лучшая исполнительница» (нем. Beste Darstellerin). В ноябре того же года впервые была номинирована на премию AVN Awards в категории «Лучшая иностранная исполнительница года». В октябре 2019 года повторно выигрывает премию Venus Award. В феврале 2019 года стала Ангелом Vixen.

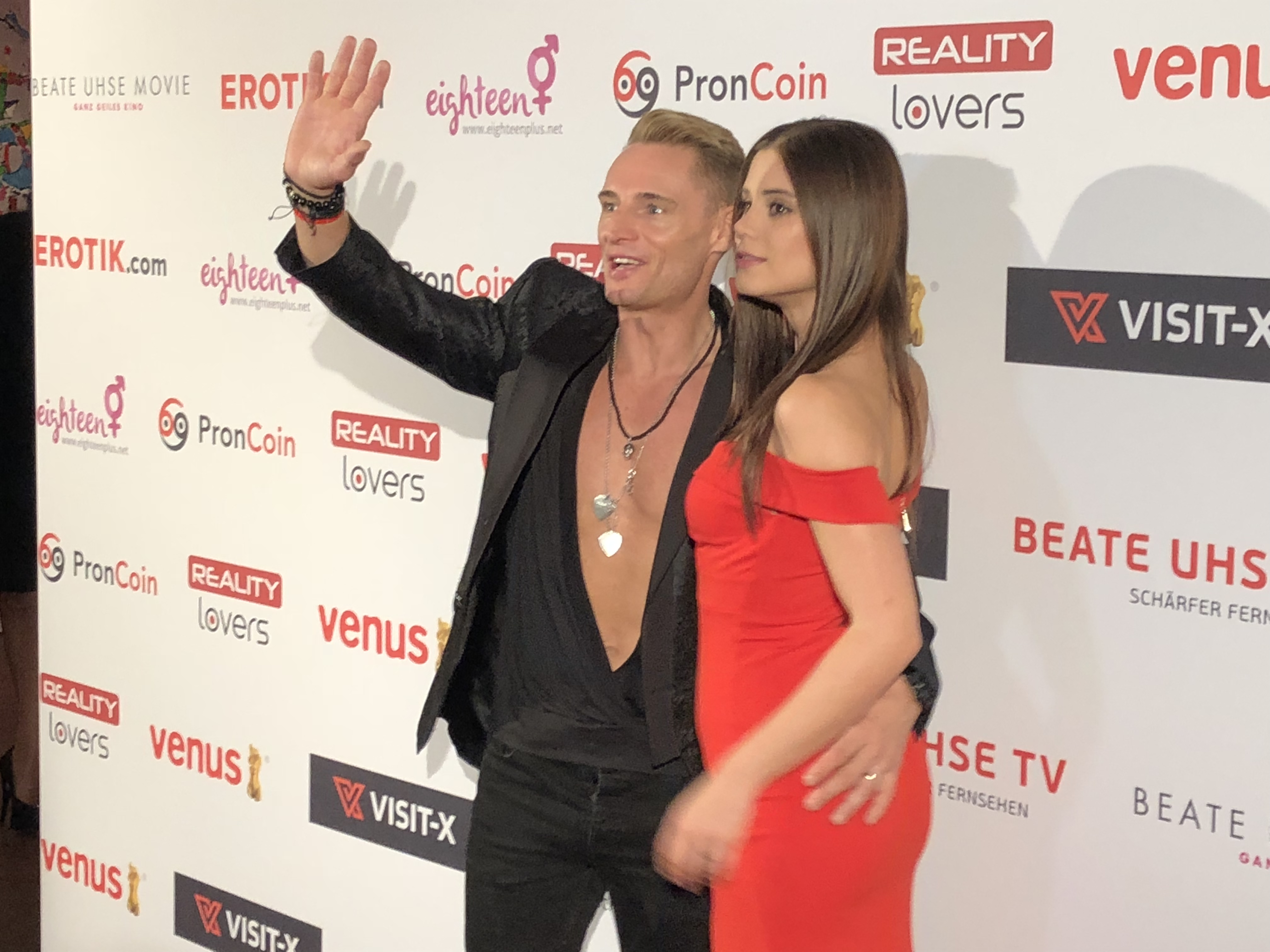
Марчелло Браво и Литтл Каприс на Venus Berlin в 2018 году

На 37-й церемонии награждения AVN Awards Литтл Каприс выигрывает премию в категории «Иностранная исполнительница года», став первой чешкой, победившей в данной категории. Через год награждена AVN Awards за совместную с Лией Сильвер лесбийскую сцену в иностранном фильме. В январе 2022 года второй раз стала лауреатом премии AVN Awards в категории «Иностранная исполнительница года». В январе 2023 года Литтл Каприс в третий по счёту раз была присуждена премия AVN Awards в категории «Иностранная исполнительница года».
В конце октября 2024 года получила роль во втором сезоне чешского телесериала Sex O’Clock.
По данным сайта IAFD на февраль 2024 года, снялась для американских студий (а также для своей собственной студии) в более чем 550 порнофильмах и сценах.

## Личная жизнь
С 2015 года замужем за австрийским порноактёром Марчелло Браво (англ. Marcello Bravo; настоящее имя — Маркус Шлёгль, нем. Markus Schlögl; род. в 1978 году). Проживает в Фёзендорфе, Нижняя Австрия.
Свою сексуальную ориентацию определяет как «бисексуальная».
Любит слушать рок- и поп-музыку. Владеет чешским, английским и немецким языками.
В 2015 году в списке «77 самых влиятельных чехов в социальных сетях» по версии чешского издания журнала Forbes заняла 60-е место. По состоянию на 2017 год у Литтл Каприс насчитывается более 100 тыс. подписчиков в социальной сети Facebook.

## Награды и номинации
| Список наград и номинаций | Список наград и номинаций | Список наград и номинаций | Список наград и номинаций                                                                                  | Список наград и номинаций                         |
| Год                       | Награда                   | Результат                 | Категория                                                                                                  | Фильм                                             |
| ------------------------- | ------------------------- | ------------------------- | --- | ------------------------------------------------- |
| 2013                      | Twistys Treat             | Победа                    | Лучшая девушка июля                                                                                        | н/д                                               |
| 2016                      | AVN Award                 | Номинация                 | Лучшая сцена секса парень/девушка (вместе с Марчелло Браво)                                                | In Love With Little Caprice                       |
| 2016                      | AVN Award                 | Номинация                 | Лучший самостоятельный веб-сайт (LittleCaprice.cz)                                                         | н/д                                               |
| 2017                      | AVN Award                 | Номинация                 | Лучшая лесбийская групповая сцена (вместе с Голди Раш и Хлоей Линн)                                        | Girls, Girls, Girls                               |
| 2018                      | Venus Award               | Победа                    | Лучшая исполнительница                                                                                     | н/д                                               |
| 2018                      | XBIZ Europa Award         | Победа                    | Лучшая сцена секса — гламкор (вместе с Марчелло Браво)                                                     | Gaping for My Husband’s Boss                      |
| 2018                      | XBIZ Europa Award         | Номинация                 | Эротический сайт года (LittleCaprice-Dreams.com)                                                           | н/д                                               |
| 2019                      | Athens Erotic Art         | Победа                    | Лучшая европейская актриса                                                                                 | н/д                                               |
| 2019                      | Athens Erotic Art         | Победа                    | Лучший европейский веб-сайт с членской подпиской (LittleCaprice-Dreams.com)                                | н/д                                               |
| 2019                      | AVN Award                 | Номинация                 | Иностранная исполнительница года                                                                           | н/д                                               |
| 2019                      | AVN Award                 | Номинация                 | Лучшая лесбийская сцена в иностранном фильме (вместе с Аполонией Лапьедрой)                                | First Touch                                       |
| 2019                      | AVN Award                 | Номинация                 | Лучшая оральная сцена (вместе с Марчелло Браво)                                                            | Blowjob Queen                                     |
| 2019                      | AVN Award                 | Номинация                 | Лучшая сцена секса парень/девушка в иностранном фильме (вместе с Марчелло Браво)                           | Deserved Pleasure                                 |
| 2019                      | Venus Award               | Победа                    | Лучшая международная исполнительница                                                                       | н/д                                               |
| 2019                      | XCritic Award             | Номинация                 | Лучшая иностранная исполнительница                                                                         | н/д                                               |
| 2020                      | AVN Award                 | Победа                    | Иностранная исполнительница года                                                                           | н/д                                               |
| 2020                      | AVN Award                 | Номинация                 | Лучшая оральная сцена                                                                                      | Forest Hunting                                    |
| 2020                      | AVN Award                 | Номинация                 | Лучшая сцена группового секса в иностранном фильме (вместе с Кэти Роуз, Марчелло Браво и Рики Раскалом)    | WeCumtoYou Part 9                                 |
| 2020                      | AVN Award                 | Номинация                 | Лучшая сцена секса парень/девушка в иностранном фильме (вместе с Джейсоном Лавом)                          | Hot Wife Vacation                                 |
| 2020                      | AVN Award                 | Номинация                 | Лучшая сцена триолизма (Д/Д/П) (вместе с Марчелло Браво и Тори Блэк)                                       | Sugar Daddy Sharing (из Threesome Fantasies 5)    |
| 2020                      | Spank Bank Award          | Номинация                 | Countess of Contortionism                                                                                  | н/д                                               |
| 2020                      | XBIZ Europa Award         | Номинация                 | Лучшая сцена секса — гламкор (вместе с Кристианом Клэем)                                                   | Taking Control                                    |
| 2020                      | XBIZ Europa Award         | Номинация                 | Лучшая сцена секса — лесбийский фильм (вместе с Нэнси Эйс)                                                 | Vienna                                            |
| 2020                      | XBIZ Europa Award         | Номинация                 | Сайт года, принадлежащий исполнителю/режиссёру (LittleCaprice.com)                                         | н/д                                               |
| 2020                      | XCritic Award             | Номинация                 | Лучшая иностранная исполнительница                                                                         | н/д                                               |
| 2021                      | AVN Award                 | Номинация                 | Иностранная исполнительница года                                                                           | н/д                                               |
| 2021                      | AVN Award                 | Номинация                 | Лучшая анальная сцена в иностранном фильме (вместе с Марчелло Браво)                                       | Anal Muse                                         |
| 2021                      | AVN Award                 | Победа                    | Лучшая лесбийская сцена в иностранном фильме (вместе с Лией Сильвер)                                       | Tender Kiss Little Caprice & Liya Silver          |
| 2021                      | AVN Award                 | Номинация                 | Лучшая оральная сцена                                                                                      | POVDreams — Lets Suck the Pool Boy                |
| 2021                      | AVN Award                 | Номинация                 | Лучшая сцена группового секса в иностранном фильме (вместе с Ликой Стар и Марчелло Браво)                  | Ice Ice Baby                                      |
| 2021                      | AVN Award                 | Номинация                 | Лучшая сцена секса в виртуальной реальности (вместе с Марчелло Браво)                                      | Fuck Me Little Caprice                            |
| 2021                      | AVN Award                 | Номинация                 | Лучшая сцена секса от первого лица (вместе с Марчелло Браво)                                               | POVDreams — Public Ibiza Sex                      |
| 2021                      | AVN Award                 | Номинация                 | Лучшая сцена секса парень/девушка в иностранном фильме (вместе с Винсом Картером)                          | Xpervo — Toy Boy                                  |
| 2021                      | XBIZ Europa Award         | Номинация                 | Лучшая сцена секса — лесбийский фильм (вместе с Клеа Готье и Лией Сильвер)                                 | Caprice Divas Fascinating                         |
| 2021                      | XBIZ Europa Award         | Номинация                 | Премиум-социальная медиазвезда года                                                                        | н/д                                               |
| 2021                      | XBIZ Europa Award         | Победа                    | Сайт года, принадлежащий исполнителю (LittleCaprice-Dreams.com)                                            | н/д                                               |
| 2021                      | XBIZ Europa Award         | Номинация                 | Эротический сайт года (LittleCaprice-Dreams.com)                                                           | н/д                                               |
| 2022                      | AVN Award                 | Победа                    | Иностранная исполнительница года                                                                           | н/д                                               |
| 2022                      | AVN Award                 | Номинация                 | Лучшая международная анальная сцена (вместе с Марчелло Браво)                                              | Anal for Caprice                                  |
| 2022                      | AVN Award                 | Победа                    | Лучшая международная лесбийская сцена (вместе с Лотти Мань)                                                | Caprice Divas Luscious                            |
| 2022                      | AVN Award                 | Победа                    | Лучшая международная сцена группового секса (вместе с Альберто Бланко, Аполонией Лапьедрой и Эмили Уиллис) | Better Together (из Vibes 4)                      |
| 2022                      | AVN Award                 | Номинация                 | Лучшая оральная сцена (вместе с Марчелло Браво)                                                            | POVDreams Sunrise Blow                            |
| 2022                      | AVN Award                 | Номинация                 | Лучшая сцена мастурбации/стриптиза                                                                         | Caprice Divas Sensual Sexy Little Caprice         |
| 2022                      | AVN Award                 | Номинация                 | Лучшая сцена секса от первого лица (вместе с Марчелло Браво)                                               | POVDreams Sunbathing Surprise                     |
| 2022                      | XBIZ Europa Award         | Номинация                 | Исполнительница года                                                                                       | н/д                                               |
| 2022                      | XBIZ Europa Award         | Номинация                 | Лучшая сцена секса — гламкор (вместе с Марчелло Браво и Талией Минт)                                       | Xpervo Nymphomaniacs                              |
| 2022                      | XBIZ Europa Award         | Номинация                 | Лучшая сцена секса — лесбийский фильм (вместе с Талией Минт)                                               | Caprice Divas Feuchte Küsse                       |
| 2022                      | XBIZ Europa Award         | Номинация                 | Лучшая сцена секса — лесбийский фильм (вместе с Агатой Вегой)                                              | Wonder Women                                      |
| 2022                      | XBIZ Europa Award         | Номинация                 | Премиум-социальная медиазвезда года                                                                        | н/д                                               |
| 2022                      | XBIZ Europa Award         | Победа                    | Сайт года, принадлежащий исполнителю/режиссёру (LittleCaprice-Dreams.com)                                  | н/д                                               |
| 2023                      | AVN Award                 | Победа                    | Иностранная исполнительница года                                                                           | н/д                                               |
| 2023                      | AVN Award                 | Победа                    | Лучшая международная лесбийская сцена (вместе с Агатой Вегой)                                              | Wonder Women                                      |
| 2023                      | AVN Award                 | Номинация                 | Лучшая международная сцена группового секса (вместе с Марчелло Браво и Талией Минт)                        | Nymphomaniacs                                     |
| 2023                      | AVN Award                 | Номинация                 | Лучшая сцена секса от первого лица (вместе с Марчелло Браво)                                               | Little Caprice Fuck a Stranger                    |
| 2023                      | XBIZ Europa Award         | Номинация                 | Лучшая сцена секса — лесбийский фильм (вместе с Зааваади)                                                  | Missing                                           |
| 2023                      | XBIZ Europa Award         | Номинация                 | Сайт года, принадлежащий исполнителю/режиссёру (LittleCaprice-Dreams.com)                                  | н/д                                               |
| 2024                      | AVN Award                 | Номинация                 | Иностранная исполнительница года                                                                           | н/д                                               |
| 2024                      | AVN Award                 | Номинация                 | Лучшая международная анальная сцена (вместе с Марчелло Браво)                                              | Anal Delicious Little Caprice                     |
| 2024                      | AVN Award                 | Победа                    | Лучшая международная лесбийская сцена (вместе с Евой Эльфи)                                                | Dollhouse 2                                       |
| 2024                      | AVN Award                 | Победа                    | Лучшая международная сцена группового секса (вместе с Марчелло Браво, Рикой Фейн и Стэнли Джонсоном)       | Newly Engaged Swingers                            |
| 2024                      | AVN Award                 | Номинация                 | Лучшая оральная сцена (вместе с Марчелло Браво и Стэйси Крус)                                              | Little Caprice & Stacy Cruz: We Blow Him Away     |
| 2024                      | AVN Award                 | Номинация                 | Лучшая сцена мастурбации/стриптиза                                                                         | Little Caprice Sexy Fairy                         |
| 2024                      | Czech Erotic Award        | Победа                    | Лучшая чешская исполнительница 2023 года                                                                   | н/д                                               |
| 2024                      | Pornhub Award             | Номинация                 | Лучшая исполнительница минета                                                                              | н/д                                               |
| 2024                      | XBIZ Europa Award         | Номинация                 | Лучшая сцена секса — лесбийский фильм (вместе с Микаэлой Исиззу)                                           | We Cum to You 29: Swinger Weekend                 |
| 2024                      | XBIZ Europa Award         | Победа                    | Сайт года, принадлежащий исполнителю/режиссёру (LittleCaprice-Dreams.com)                                  | н/д                                               |
| 2025                      | AVN Award                 | Номинация                 | Иностранная исполнительница года                                                                           | н/д                                               |
| 2025                      | AVN Award                 | Номинация                 | Лучшая блоубэнг-сцена                                                                                      | Banana Party                                      |
| 2025                      | AVN Award                 | Номинация                 | Лучшая международная лесбийская сцена (вместе с Тиффани Тейтум)                                            | From Another World                                |
| 2025                      | AVN Award                 | Номинация                 | Лучшая оральная сцена (вместе с Ив Свит и Марчелло Браво)                                                  | Tinder Date                                       |
| 2025                      | AVN Award                 | Номинация                 | Лучшая сцена группового секса в виртуальной реальности (вместе с Марчелло Браво и Мэтти Милой Перес)       | Stepsisters Get Caught                            |
| 2025                      | XBIZ Exec Award           | Номинация                 | Творческий предприниматель года (Little Caprice Media)                                                     | н/д                                               |
| 2025                      | XMA Europa Award          | Номинация                 | Исполнительница года                                                                                       | н/д                                               |
| 2025                      | XMA Europa Award          | Номинация                 | Лучшая сцена секса — виртуальная реальность (вместе с Марчелло Браво)                                      | Head Over Heels for the Boss — Spread My Butthole |
| 2025                      | XMA Europa Award          | Номинация                 | Лучшая сцена секса — полнометражный фильм (вместе с Ив Свит, Марчелло Браво и Мэттью Мейером)              | WeCumToYou: Love & Lust                           |
| 2025                      | XMA Europa Award          | Номинация                 | Лучшая сцена секса — только секс (вместе с Кэтрин Найт и Марчелло Браво)                                   | Buttmuse Anal Divas                               |
| 2025                      | XMA Europa Award          | Номинация                 | Лучшее актёрское исполнение                                                                                | WeCumToYou: Love & Lust                           |
| 2025                      | XMA Europa Award          | Номинация                 | Сайт года, принадлежащий исполнителю/режиссёру (LittleCaprice-Dreams.com)                                  | н/д                                               |

## Избранная фильмография
| - 2009 — Sporty Teens 10 - 2010 — My Sexy Kittens 52 - 2010 — Sweethearts from Europe 4 - 2010 — Young and Curious - 2010 — Young and Curious 3 - 2011 — My Sexy Kittens 56 - 2011 — Russian Institute Lesson 16: Lolitas - 2011 — Seventeen Collected Solo 8 - 2011 — Teen Rebel - 2011 — Young and Curious 4 - 2012 — Hot, Shaved and Horny - 2013 — Perfect & Pure - 2013 — Seventeen Collected Lesbian 12 - 2014 — Kama Sutra - 2014 — Midnight Oil - 2014 — My First Big Dick | - 2014 — Turn the Heat Up - 2015 — Exite Me - 2015 — HuCows (сериал) - 2015 — In The Limelight 2 - 2015 — Submissive Seductions - 2016 — A Lover’s Touch - 2016 — First Lesbian Summer - 2016 — Sharing My Wife, Couples Retreat - 2016 — Swingers Club - 2016 — Younger Sisters Are More Fun - 2017 — Bound - 2018 — Anal Beauty 10 - 2018 — Couples Fantasies 2 - 2019 — Club VXN 4 - 2019 — White Boxxx 34 - 2019 — Young & Beautiful 8 |